# Rites et fêtes dans le jaïnisme
Les rites et les fêtes religieuses dans le jaïnisme sont spécifiques à cette foi. Pour autant, il existe des similarités avec l'hindouisme et le bouddhisme comme le don aux moines, ou la fête de Divali.

## Les rites

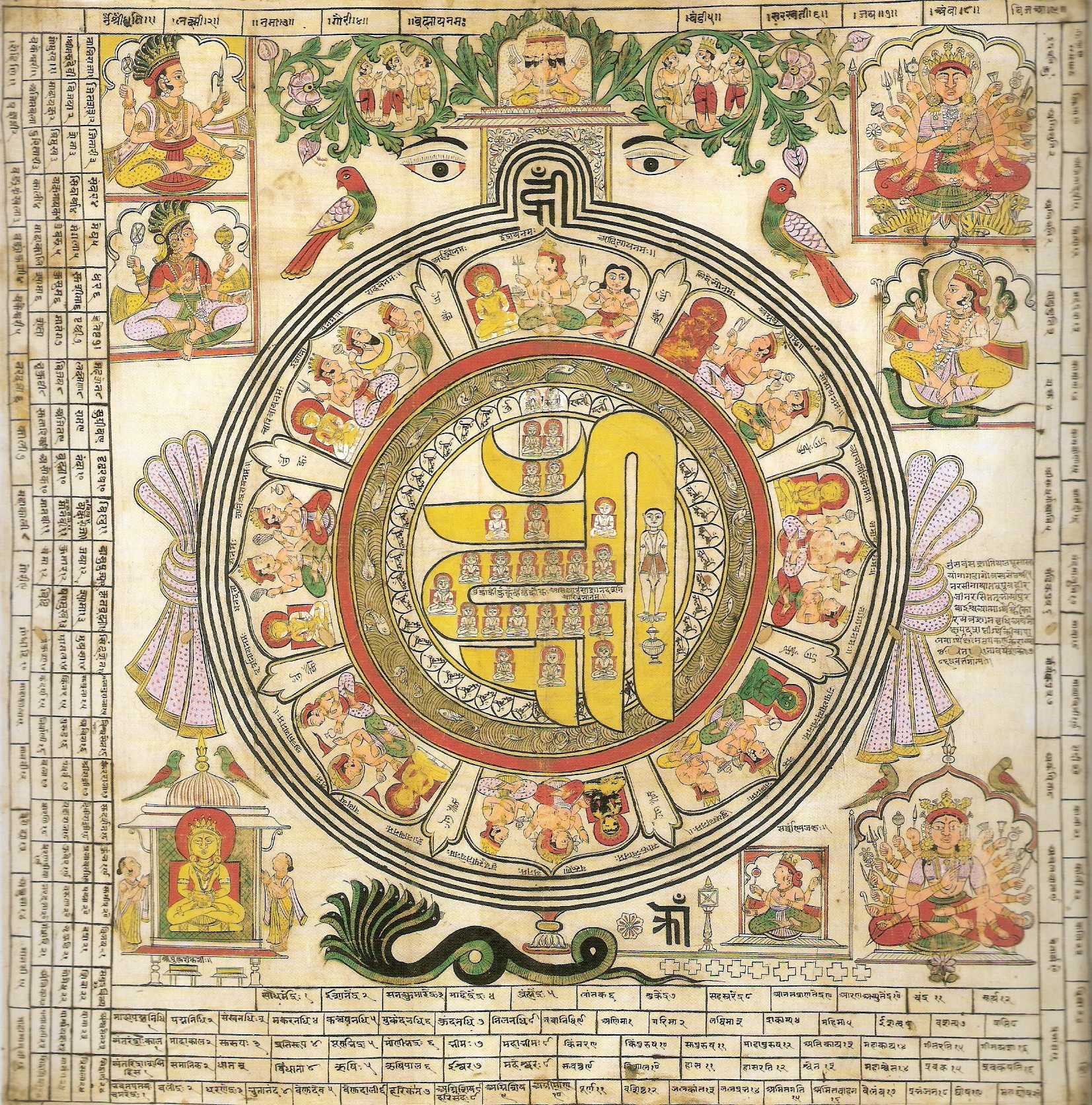
Ce mandala du jaïnisme, proche du Siddhachakra, est utilisé pour des pujas : des célébrations quotidiennes.

Les rites sont obligatoires pour les moines-ascètes, les saddhus, mais ils sont aussi recommandés pour les laïcs. Six devoirs majeurs ou avasyakas sont reconnus par les deux branches du jaïnisme ; si dans le fond ils sont relativement similaires, leurs noms diffèrent.
Pour la branche shvetambara :
1. samayika : la méditation ;
2. caturvimsatistava : la prière envers les Maîtres éveillés: les Tirthankaras ;
3. vandana : le respect pour les professeurs de la foi ;
4. pratikramana : la demande de pardon pour les fautes ;
5. kayotsarga : l'essai d'abandonner le corps pour le dépasser ;
6. pratyakhyana : la renonciation aux biens terrestres par le jeûne, la cessation d'activités temporairement.

Pour la branche digambara :
1. devapuja : le culte des Tirthankaras ;
2. guru-upasti : le respect et l'écoute des enseignants de la foi ;
3. svadhyaya : l'étude des écritures ;
4. samyana : la renonciation à la nourriture, l'acceptation de vœux d'ascétisme supplémentaires ;
5. tapas : des charges, des devoirs envers les pauvres, pour se détacher du monde matériel ;
6. dana : la charité.

### Le culte (Puja)
Le terme de puja est aussi utilisé dans le jaïnisme pour définir des temps de prières, de célébration envers les Tirthankaras, mais aussi dans les temples. Le puja est alors extérieur à soi-même, le terme de dravya puja est utilisé ; mais il peut être aussi intérieur, en récitant avec la pensée des mantras ou des hymnes en regardant une image, d'un Maître éveillé par exemple : il s'agit alors d'un bhava puja ; On parle aussi de « récitations silencieuses ».
Parmi les formes de puja les plus répandues, on peut mentionner tout culte ou cérémonie pour honorer les vingt-quatre Tirthankaras; allumer une lampe à beurre ou poser des fleurs devant l'image d'un Être éveillé ; préparer de la nourriture pour les moines-ascètes (ce rituel important peut être pratiqué quotidiennement).

## Les fêtes religieuses
Les festivals principaux du jaïnisme qui ont lieu au cours d'une année civile du calendrier grégorien, se regroupent autour d'une dizaine de dates généralement liées à la lune ; quelques différences de noms et de dates existent entre la branche shvetambara et le courant digambara, le moteur de la cérémonie étant le même,.
1. Nouvelle année ou Kartika-Purnima : une célébration de la nouvelle année et de l'omniscience du Maître éveillé le Tirthankara Mahâvîra ; en octobre-novembre, pour la pleine lune du mois hindou de kartika.
2. Jnana-Pancami : la fête à la connaissance : un culte spécial aux livres sacrés est présent, pour la branche shvetambara du jaïnisme, l'équivalent de sruta-pancami pour les digambaras (voir plus bas). Des récitations d'Écritures jaïnes ont lieu ; en octobre-novembre, cinq jours après Divali, le cinquième jour de la lune brillante du mois hindou de kartika.
3. Parsvanatha-Jayanti : l'anniversaire de la naissance du vingt-troisième Tirthankara : Parsvanatha ; en décembre-janvier, le dixième jour de la moitié sombre de la lune du mois de pausha.
4. Mahâvîra-Jayanti : l'anniversaire de la naissance de Mahâvîra, le dernier et le plus célèbre des Maîtres éveillés ; lors des mois de mars-avril, en fait le treizième jour de la moitié lumineuse de la lune du mois hindou de chaitra.
5. Aksaya-Tritiya ou Varsi tapa : une fête pour le don, pour l'aumône. Le croyant doit jeûner suivant l'exemple de Risabhdeva, mais il doit aussi faire un effort au niveau du don pour les moines-ascètes. En mai-juin, le troisième jour de la lune brillante du mois hindou de vaisakh.
6. Sruta-Pancami : la fête des Écritures, pour commémorer les premières lignes écrites par les Acaryas suivant la branche digambara du jaïnisme. Un jour où l'importance de garder les Textes sacrés est mise en avant ; en mai-juin, le troisième jour de la lune brillante du mois hindou de jyaistha.
7. Paryusana Parva : paryusana vient des mots : un an, et, le retour. En fait ce festival de huit jours pour les shvetambaras et de dix jours pour les digambaras cherche à brûler le karma de l'année écoulée. Méditations, prières, jeûnes supplémentaires sont de mises. Le dernier jour de cette fête est le plus important de l'année, il se nomme samvatsari, et la tradition veut que ce jour-là les jaïns cherchent le pardon pour tous les fautes faites, consciemment ou inconsciemment. Pour la branche shvetambara cette étape est en juillet-août, le douzième jour de la lune sombre du mois hindou de sravana ; pour le courant digambara, le festival des Dix Vertus est en août-septembre, à partir du cinquième jour du mois de bhadrapada.
8. Divali: le jour des lumières, le deuxième festival dans l'importance après Paryusana Parva. Il célèbre le jour où Mahâvîra a atteint le moksha : la libération ; il se situe en septembre-octobre, le quinzième jour de la lune sombre du mois hindou d'asvina.
9. Oli: deux fois par an cette fête est placée autour du culte du Siddhachakra, et une semi-diète pour neuf jours est de vigueur. Des lectures d'histoires épiques comme celles du Shripal se déroulent ; en mars-avril et septembre-octobre, à partir du septième jour de la lune brillante des mois de chaitra et asvina.